# Sam Willoughby
Sam Willoughby (15 agosto 1991) è un ex ciclista di BMX australiano, medaglia d'argento di specialità ai Giochi olimpici di Londra 2012.

## Palmarès

### Olimpiadi
- 1 medaglia:
  - 1 argento (Londra 2012 nel BMX)

### Mondiali
- 2 medaglie:
  - 2 ori (Birmingham 2012 nell'Elite; Rotterdam 2014 nell'Elite)